# Demänovská Dolina
Demänovská Dolina este o comună în regiunea de nord-vest din Tatra Mică situat în Slovacia centrală. Localitatea a luat naștere la data de 1 august 1964 prin integrarea comunelor  Bodice și Demänova în orașul Liptovský Mikuláš. Rgiunea comunei este una dintre cele mai renumite zone de schi din masivul Tatra Mică.

## Demografie
| An:                | 1994 | 2004   | 2014    | 2024    |
| ------------------ | ---- | ------ | ------- | ------- |
| Număr de persoane: | 191  | 203    | 292     | 369     |
| Diferență:         |      | +6,28% | +43,84% | +26,36% |

| An:                | 2023 | 2024   |
| ------------------ | ---- | ------ |
| Număr de persoane: | 361  | 369    |
| Diferență:         |      | +2,21% |